# Tatupa
Tatupa is een geslacht van wantsen uit de familie van de Miridae (Blindwantsen). Het geslacht werd voor het eerst wetenschappelijk beschreven door Tyts et al. in 2020.

## Soorten
Het genus bevat de volgende soort:

- Tatupa grafei Tyts, Namyatova & Konstantinov, 2020